# Andrew Tarbell
Andrew Tarbell (Mandeville, 1993. október 7. –) amerikai labdarúgó, a Houston Dynamo kapusa.

## Pályafutása
Tarbell a Louisiana állambeli Mandeville városában született.
2016-ban mutatkozott be a San Jose Earthquakes első osztályban szereplő felnőtt keretében. A 2017-es szezonban a Reno 1868 csapatát erősítette kölcsönben. 2020-ban a Columbus Crew szerződtette. 2021-ben az újonnan alakult Austinhoz igazolt. 2021. szeptember 30-án, a Colorado Rapids ellen idegenben 3–0-ra elvesztett mérkőzésen debütált. 2022. november 23-án kétéves szerződést kötött a Houston Dynamo együttesével.

## Statisztikák
2022. július 25. szerint
| Klub                 | Szezon   | Osztály  | Bajnokság | Bajnokság | Kupa  | Kupa | Nemzetközi | Nemzetközi | Összesen | Összesen |
| Klub                 | Szezon   | Osztály  | Meccs     | Gól       | Meccs | Gól  | Meccs      | Gól        | Meccs    | Gól      |
| -------------------- | -------- | -------- | --------- | --------- | ----- | ---- | ---------- | ---------- | -------- | -------- |
| San Jose Earthquakes | 2016     | MLS      | 1         | 0         | 0     | 0    | —          | —          | 1        | 0        |
| San Jose Earthquakes | 2017     | MLS      | 12        | 0         | 4     | 0    | —          | —          | 4        | 0        |
| San Jose Earthquakes | 2018     | MLS      | 29        | 0         | 1     | 0    | —          | —          | 30       | 0        |
| San Jose Earthquakes | 2019     | MLS      | 0         | 0         | 2     | 0    | —          | —          | 2        | 0        |
| San Jose Earthquakes | Összesen | Összesen | 42        | 0         | 7     | 0    | 0          | 0          | 49       | 0        |
| Columbus Crew        | 2020     | MLS      | 10        | 0         | 0     | 0    | —          | —          | 10       | 0        |
| Austin               | 2021     | MLS      | 1         | 0         | 0     | 0    | —          | —          | 1        | 0        |
| Austin               | 2022     | MLS      | 4         | 0         | 1     | 0    | —          | —          | 5        | 0        |
| Austin               | Összesen | Összesen | 5         | 0         | 1     | 0    | 0          | 0          | 6        | 0        |
| Összesen             | Összesen | Összesen | 57        | 0         | 8     | 0    | 0          | 0          | 65       | 0        |

## Sikerei, díjai
Columbus Crew
- MLS
  - Bajnok (1): 2020